# Богословский, Евгений Васильевич
Богословский Евгений Васильевич (1874—1941) — пианист, музыковед, композитор, профессор Московской консерватории (1916—1919), музыкально-общественный деятель.

## Биография
Богословский родился в Нижнем Новгороде 13 декабря (25 декабря по новому стилю), в семье учителя Богословского Василия Ивановича. Его мать, Феоктиста Емельяновна, была музыкально образованным человеком, хорошей пианисткой, родом из семьи Давыдовских, из которой также вышел известный дирижёр и композитор М. Давыдовский. Мать рано заметила музыкальные способности сына и всячески способствовала их развитию.
После окончания Нижне-Новгородской классической гимназии Богословский поступает в Харьковскую музыкальную школу Пушечникова, которая дала ему хорошую музыкальную основу, привила любовь к украинской музыке и украинской народной песне, что позже сказалось на его анализе украинской песни и творчества украинских композиторов.
В 1892 году Е. Богословский поступил в Императорский Харьковский университет на историко-филологический факультет, но потом перешёл в Императорский Московский университет на тот же самый факультет, который окончил с дипломом первой степени. Одновременно он поступил в Московскую консерваторию (1894—1900), которую окончил с медалью. Его однокурсниками были известные музыканты: Р. Глиэр, М. Метнер, Г. Беклемишев, М. Пресс, К. Сараджев.
Круг научных интересов Е. Богословского было очень широким: русский музыкальный фольклор, творчество русских композиторов XIX — XX веков (особенно увлекался Танеевым и Скрябиным), проблемы зарубежной музыки. Он также специально занимался изучением истории развития органа и фортепиано, а также литературы, написанной для этих инструментов.
В масштабном, широком по содержанию курсе истории фортепианной литературы Е. Богословский рассматривал вопрос эволюции форм и стилей фортепианной музыки. Именно в это время было подготовлено подробное исследование на тему — «История фортепианной музыки от начала до Бетховена включительно». К сожалению, Е. Богословский недолгое время работал профессором консерватории.
1919 тяжелое нервное заболевание заставило его покинуть консерваторию и переехать в Чернигов, где жили его родные.
Тогда же в Чернигове по случаю дня основания губернского отдела народного образования была создана театрально-музыкальная секция, музыкальный отдел которой возглавил профессор Е. В. Богословский. Секцией была намечена реформа музыкального образования и воспитания.
Начиная с 1921 года, Е. Богословский возвращается к преподавательской и научной работе, занимает должность заместителя по учебной части только что восстановленного Черниговского советского музыкального училища, преподаёт специальное фортепиано, теорию, гармонию, историю музыки.
Погиб Богословский 8 сентября 1941 года на берегу реки Здвижи в селе Буды, недалеко от Чернигова, от пули неизвестного бандита. Здесь же был похоронен. Весной 1942 года был перезахоронен на Черниговском Петропавловском кладбище возле своих родных-матери, брата и сестры.

## Научные достижения
Основная научная работа, над которой трудился всю свою жизнь Богословский — «Всеобщая история музыки», которую он пишет на украинском и русском языках. Ещё одно основательное теоретическое исследование Е. Богословского — вполне завершённая работа «История фортепианной музыки от начала до Бетховена включительно». В этой работе ученый анализирует пути развития литературы для клавишных инструментов: от ранних образцов для органа до современной ему фортепианной литературы.